# کاسیک، واشینگتن
کاسیک (به انگلیسی: Cusick) یک منطقهٔ مسکونی در ایالات متحده آمریکا است که در شهرستان پند اورایل، واشینگتن واقع شده‌است. کاسیک ۱٫۹۳ کیلومتر مربع مساحت و ۲۰۷ نفر جمعیت دارد و ۶۲۶ متر بالاتر از سطح دریا واقع شده‌است.